# ベルナール・ビュフェ
- ベルナール・ビュフェ
- ベルナール・ビュッフェ

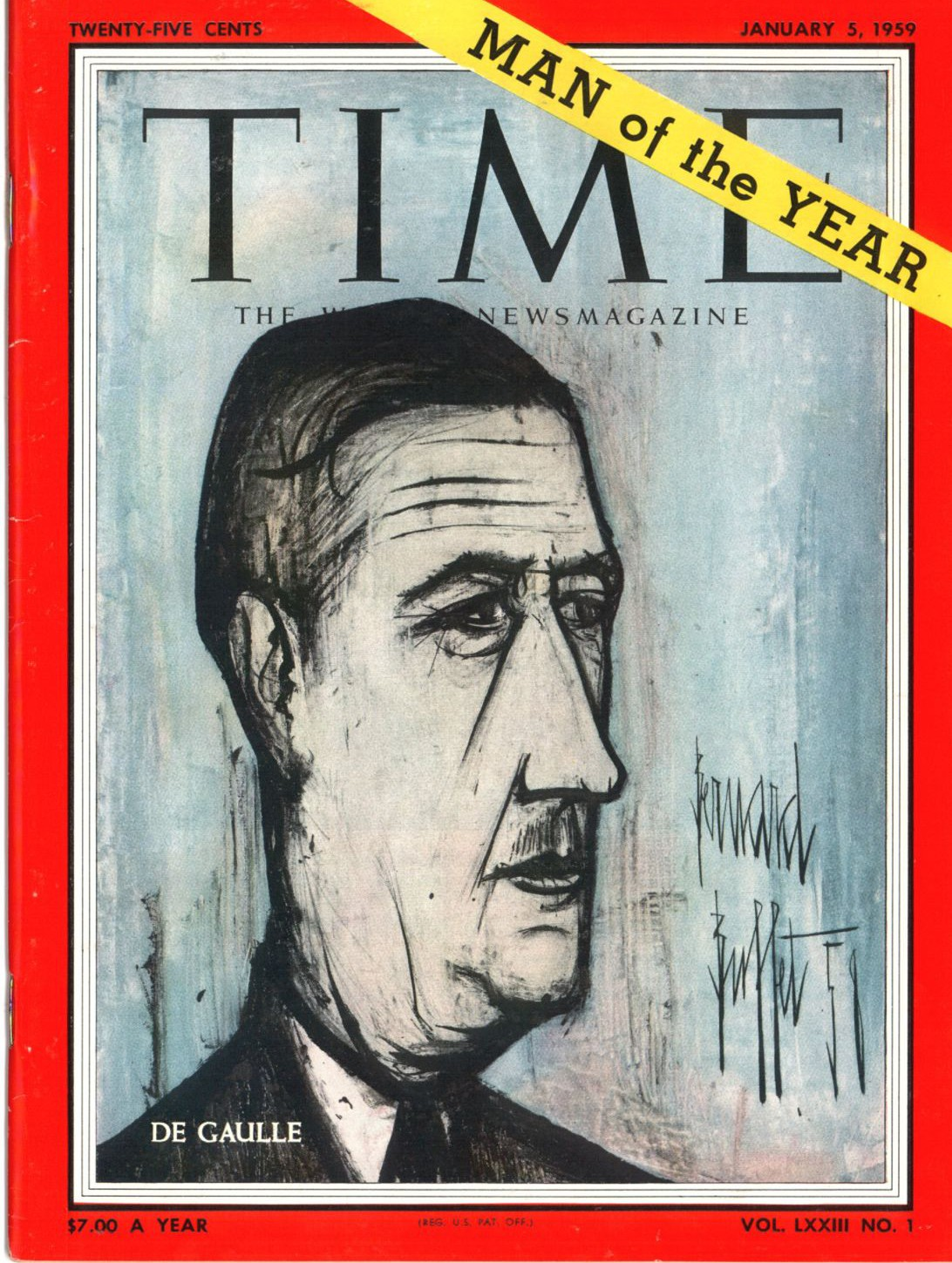
1958年パーソン・オブ・ザ・イヤーに選ばれたシャルル・ド・ゴールがTIME（1959年1月号）の表紙となったもの（ビュフェの作品）

ベルナール・ビュフェ（Bernard Buffet, 1928年7月10日 - 1999年10月4日）は、フランスの画家である。第二次世界大戦後の具象絵画の代表的な画家である。

## 生涯
1928年パリ生まれ。多忙の工場経営者の父のもとに生まれ、父親との関係は希薄であった。心の支えであった母を10代で亡くし、ひとりキャンバスに向かうことが多かった。1943年、パリ国立高等芸術学校に入学。1948年、パリで最も権威のある新人賞・批評家賞を受賞。この頃から天才画家として有名であった。硬質で鋭く太い針金のような輪郭線、モノトーンに近い色彩を特色とする独自の様式を築き、その画面には人物の不安げな表情などとあいまって第二次大戦後の作者の不安で荒涼とした心象風景が表されている。女性像のモデルは多くの場合、妻のアナベルである。油彩画のみならず、優れた版画も多く制作している。

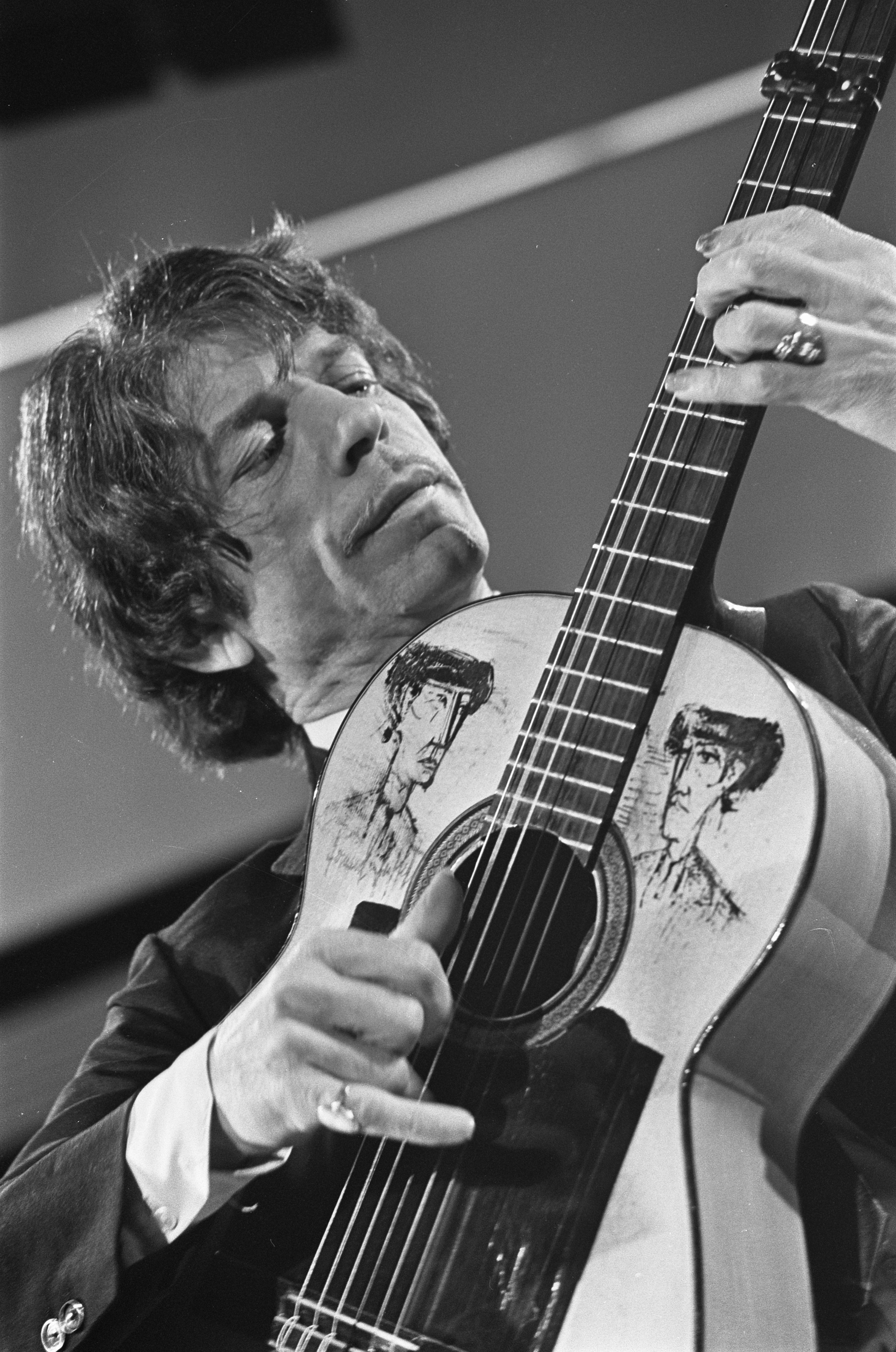
ビュッフェが装飾したギターで演奏するギタリストの マニタス・デ・プラタ（1968年）

1971年、レジオンドヌール勲章を受章。1974年、アカデミー・フランセーズ会員となる。最愛の妻アナベルと生涯を添い遂げる間も彼の孤独が癒えることはなかった。晩年にはパーキンソン病を患い、71歳で自らの命を絶った。

## 人物
- ビュフェはあまりにも早い時期に名声を得すぎたためか、後年の作品にはややマンネリ化の傾向が指摘されるなど厳しい見方もある。
- 日本には早くから紹介され、静岡県長泉町には彼の作品のみを収蔵・展示するベルナール・ビュフェ美術館が1973年開館した。

## 代表作
黒い描線と抑制された色彩によって第二次世界大戦後の不安感や虚無感を表現。
多くの絵画や版画作品を残した。
- 青い闘牛士（1960年 ベルナール・ビュフェ美術館）
- アナベルの像（1960年大原美術館[2]）
- カルメン（1962年 ベルナール・ビュフェ美術館）
- アナベル夫人像（ブリヂストン美術館）
- アルフォーヴィルの教会（1985年）